# BAY 36-7620
BAY 36-7620 je antagonist glutamatnog receptora.